# Langues en Asie

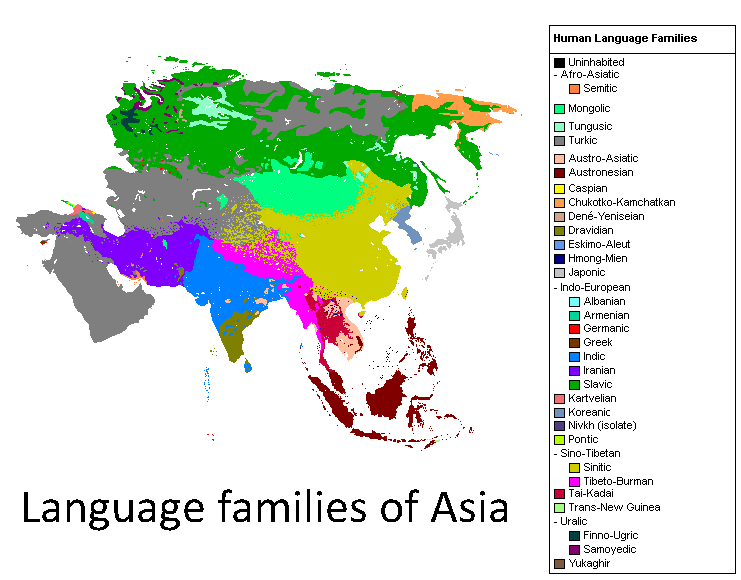
Carte de répartitions des familles de langues en Asie.

Cette page présente les langues en Asie.

## Langues afro-asiatiques
Les langues afro-asiatiques sont représentées en Asie par les langues sémitiques parlées au Proche-Orient. L'arabe et l'hébreu en font partie.

## Langues altaïques
Les langues altaïques sont principalement parlées en Asie centrale, avec les langues turques et les langues mongoles. Le japonais et le coréen sont parfois rattachés à cette famille.

## Langues austroasiatiques
Les langues austroasiatiques sont parlées en Asie du Sud-Est, principalement en Indochine où l'on trouve le vietnamien et le khmer.

## Langues austronésiennes
Les langues austronésiennes sont parlées en Asie du Sud-Est. L'indonésien est de loin la plus parlée.

## Langues dravidiennes
Les langues dravidiennes sont principalement parlées dans le sud de l'Inde.

## Langues indo-européennes
Les langues indo-européennes sont principalement représentées en Asie par les langues indo-iraniennes, parlées dans le Sud du continent, qui comprennent notamment l'hindoustani, le bengali ou le persan. Au nord, le russe est parlé en Sibérie.

## Langues sino-tibétaines
Les langues sino-tibétaines sont parlées dans l'Est et le Sud-Est du continent. Elles comprennent notamment les langues chinoises, le tibétain et le birman.

## Langues tai-kadai
Les langues tai-kadai sont parlées en Indochine et dans le Sud de la Chine. Elles incluent le thaï et le lao.

## Autres groupes
- les langues caucasiennes ;
- les langues hmong-mien ;
- les langues paléo-sibériennes ;
- certaines langues papoues.